# Šiljkovača (Velika Kladuša, BiH)
Šiljkovača je naseljeno mjesto u općini Velika Kladuša, Federacija Bosne i Hercegovine, BiH.

## Stanovništvo

### 1991.
Nacionalni sastav stanovništva 1991. godine, bio je sljedeći:
ukupno: 565
- Muslimani - 376
- Srbi - 91
- Hrvati - 87
- Jugoslaveni - 8
- ostali, neopredijeljeni i nepoznato - 3

### 2013.
Nacionalni sastav stanovništva 2013. godine, bio je sljedeći:
ukupno: 425
- Bošnjaci - 346
- Hrvati - 36
- ostali, neopredijeljeni i nepoznato - 43